# Buchholzia fallax
Buchholzia fallax is een ringworm uit de familie van de Enchytraeidae. De wetenschappelijke naam van de soort is voor het eerst geldig gepubliceerd in 1887 door Michaelsen.